# 이영수 (1693년)
영수(永壽, 1693년 ~ 1693년)는 조선 19대 국왕 숙종의 3남이자 숙빈 최씨 사이에서 태어난 왕자이다. 영조의 동복 형이다. 태어난 뒤 영수(永壽)라는 이름을 받았으나 생후 2개월만에 요절하였다. 이복 형은 경종, 숙종의 2남 성수(盛壽) 등이다.

## 가족 관계
- 아버지 : 제19대 숙종(肅宗, 1661~1720, 재위 1674~1720)
- 어머니 : 숙빈 최씨(淑嬪 崔氏, 1670~1718)
  - 동생 : 제21대 영조(英祖, 1694~1776, 재위 1724~1776)
  - 동생 : 왕자(王子, 1698~1698)

## 관련 작품
- 《대박》(2016, SBS, 배역:장근석) - 해당 작품의 주인공인 "백대길"은 영수를 모티브로 한 인물이다. 그러나 실제 역사와는 달리 육삭둥이로 태어나 궁 밖으로 내쳐져 살아가는 것으로 등장한다[1].